# اورلاندو جانسون
اورلاندو جانسون (انگلیسی: Orlando Johnson؛ زادهٔ ۱۱ مارس ۱۹۸۹) بازیکن بسکتبال اهل ایالات متحده آمریکا است.

## فعالیت ورزشی

### باشگاهی
از باشگاه‌هایی که در آن بازی کرده‌است می‌توان به آستین توروس، نیو اورلینز پلیکانز، فینیکس سانز، و ایندیانا پیسرز اشاره کرد.